# صحافة الهواة في الولايات المتحدة
صحافة الهواة هي هواية إنشاء صحف صغيرة بعد الحرب الأهلية الأمريكية باستخدام مطابع صغيرة وغير باهظة التكاليف. وانتشر هذا النوع من الصحافة محليًا وتم تبادل الأخبار، أحيانًا بين المؤسسات. وتم الالتزام بالأعراف والمواثيق أيضًا. ومرت هذه الهواية بمراحل مختلفة في أوائل القرن العشرين، وقد وصلت إلى ذروتها الأدبية تحت تأثير إتش بي لوفركرافت ودبليو بول كوك في الفترة بين عامي 1915-1925. وجلبت فترة الثلاثينيات معها إعادة الاهتمام بها، إلى جانب مزيج من الطباعة الجيدة مع موضوع نقاش جيد ونشرات أولية من مطابع يدوية صغيرة وآلات نسخ.
وانخفضت العضوية في المؤسسات إلى المئات في الولايات المتحدة وكندا وكثير من الأعضاء كانوا من كبار السن؛ حيث أصبحت قواعد السلامة في استخدام الطابعات المزودة بمحرك ونوع الضبط اليدوي فنونًا ضائعة. ومع ذلك، ظهرت صحافة المواطن وكتابة المدونات مع ظهور الإنترنت.
يتميز مراسل صحيفة تامبا تربيون (Tampa Tribune) المتقاعد ليلاند هاويس بأنه شخص متحمس.